# Naja annulifera
Naja annulifera (Cobra anellada), també coneguda com a Cobra nassuda (de l'anglès "snouted cobra"), és una espècie de serp del gènere Naja, de la família Elapidae.

## Troballa i distribució
La serp va ser descrita per primera vegada pel naturalista alemany Peters l'any 1854, i es pot trobar als següents països africans: Botswana, Malaui, Moçambic, Sud-àfrica, Eswatini, Zàmbia i Zimbàbue.

## Hàbitat i característiques
Es tracta d'una espècie de serp verinosa i de comportament agressiu que habita en la sabana i en zones semi-rocoses; aquesta cobra s'alimenta d'amfibis, petits mamífers, aus i ous.

## Verí
Totes les espècies del gènere Naja son capaces de matar una persona. Tanmateix com aquesta espècie, moltes compten amb potent verí neurotòxic, que ataca el sistema nerviós causant paràlisi. Aquesta n'és una altament verinosa amb una DL50 (dosi letal 50%) de 1,98 mg/kg. Les neurotoxines poden afectar la respiració i si el cas no és tractat (molt) possiblement causaria una parada respiratòria i en conseqüència, la mort. Els primers símptomes inclouen dolor i inflamacions normalment contundents.
Les víctimes normalment són mossegades a la part baixa de la cama i quan és de nit.